# 13777 Cielobuio
13777 Cielobuio este un asteroid din centura principală de asteroizi.

## Descriere
13777 Cielobuio este un asteroid din centura principală de asteroizi. A fost descoperit pe 20 octombrie 1998 la Sormano de Marco Cavagna și Augusto Testa. Asteroidul prezintă o orbită caracterizată de o semiaxă mare de 2,95 ua, o excentricitate de 0,09 și o înclinație de 1,1° în raport cu ecliptica.